# 合球

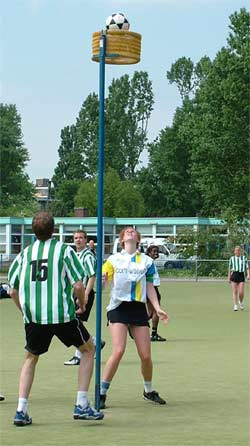
合球

合球（荷蘭語：Korfbal），又称考夫球、荷球，是一种球类团队运动，有超过70个国家和地区开展这项运动，尤以在荷蘭、比利時、台灣等地最为常见。
与大多数球类团队运动不同的是，合球是一项男女混合运动，比赛双方各4男4女，提倡平等。

## 介绍
合球有些類似籃球，比賽場地分為兩個半區。兩邊球場各有一個3.5公尺高的籃框，將球投入對方籃框即為得分。合球的理念是男女平等，團體配合，減少個人間的身材體型對抗，其主要的特色包括：全面技能、合作、兩性平等以及有限度的身體接觸。

## 历史
合球的发明者是一位荷兰籍教师Nico Broekhuysen，他在瑞典小镇Naas参与夏季课程時，从一项游戏中萌发了合球运动的概念。在1902年于阿姆斯特丹发明了合球。
合球运动首先在荷兰发展起来，但荷兰合球联会一直将精力集中在改善內部构架运作之上，而较少投入于合球的国际化。
合球在1920年及1928年的奥运会中成为演示项目。國際合球總會于1933年成立，此后合球在国际上得到了大范围的推广。世界合球錦標賽于1978年开始举办。自1985年起，合球被列入世界认可的运动项目之一。

## 合球運動設備
- 用球（korfball）：球之圓周長長為68.0~70.5公分，和一般足球大小相同（五號規格球），重量介於445~475公克，應是兩種顏色（以藍色/黃色相間為宜），球應充氣至規定氣壓使球從約1.8公尺高的地方垂直掉落比賽場地時，反彈的高度應介於1.1至1.3公尺之間。目前國際合球總會指定用球為K5-IKF。
- 比賽場地:正式合球比賽場地的大小為40公尺*20公尺，比賽場地由一條與端線平行的線（線寬3~5公分）劃分成為2個相等大小的場區，離上空最理想之高度為9公尺，但不得低於7公尺。
- 球框（korf）：籃框為無底之圓筒型，高23.5~25公分，上緣內直徑39~41公分，下緣內直徑40~42公分，籃框上緣寬度為2~3公分，球框用合成材料製成，使用單色（黃色為宜），且必須和背景形成清楚之對比。
- 球柱（post）：籃柱外直徑為4.5~8公分，須垂直固定在場地或放置於場地平面上，兩區的兩支籃柱分別位於球場兩區兩邊緣中央、距離端線1/6全場長度的位置，以標準場地而言，必須距離端線6.67公尺，若球場面積不足，則依照距離端線1/6全場長度之原則放置。球柱本身高度須達3.5公尺，可依據參賽選手年齡做調整。

## 主要规则
- 两队各有8人，4男4女。其中2男2女负责防守在己方半区，另外4人在另外半区进攻。进两球进攻防守交换。半场换边。
- 防守者不允许投篮，而是要交给己方进攻队员。防守者不能与对方进攻队员身体接触（一臂距离以外），而是举双手起阻挡作用。
- 男队员对位防守男队员，女队员对位女队员，不允许错位防守。
- 運球视作犯规，也不能从对手手中断球（即使没有身体接触）。